# Clément Silva
Pour les articles homonymes, voir Silva.
Clément Claude Jean Joseph Silva, né le 7 février 1819 à Chambéry (duché de Savoie) et décédé le 22 septembre 1907 à Saint-Julien-en-Genevois (Haute-Savoie), est un homme politique français.

## Biographie
Il est juge de paix à Annemasse et à Seyssel lors de la période précédent l'annexion de la Savoie, en 1860. Il ouvre ensuite un cabinet d'avocat à Saint-Julien.
Il est élu en 1871 représentant de la Haute-Savoie et siège au groupe de la Gauche républicaine. Il est réélu en 1876 et fait partie des 363 qui refusent la confiance au gouvernement de Broglie le 16 mai 1877. Non réélu en 1877, il embrasse l'année suivante une carrière diplomatique. Il devient ainsi consul de France à Coni en 1878, à Cagliari en 1880 et Lisbonne en 1885. Il prend sa retraite en 1888.
Il meurt le 22 septembre 1907 dans sa propriété de Saint-Julien-en-Genevois.

## Décorations
- Chevalier de la Légion d'honneur
- Commandeur de l'ordre du Christ (Portugal).

## Sources et références
1. ↑  Lucien Bajulaz, Fillinges et son passé, vol. 1, Académie salésienne, 2005, 1080 p. (ISBN 978-2-911102-20-2), p. 93.

- « Clément Silva », dans Adolphe Robert et Gaston Cougny, Dictionnaire des parlementaires français, Edgar Bourloton, 1889-1891 [détail de l’édition]